# Ивановское (Дорогобужский район)
Ивановское — Деревня в Дорогобужском районе Смоленской области России. Входит в состав Фрунзенского сельского поселения.
Население — 2 жителя (2007 год).
Расположена в центральной части области в 8 км к северу от Дорогобужа, в 0,5 км западнее автодороги Р137 Сафоново — Рославль, на берегу реки Мареница. В 10 км севернее от деревни находится железнодорожная станция Сафоново на линии Москва-Минск.

## История
В годы Великой Отечественной войны деревня была оккупирована гитлеровскими войсками в октябре 1941 года, освобождена в сентябре 1943 года.